# Drosophila serrata
Drosophila serrata är en tvåvingeart som beskrevs av John Russell Malloch 1927. Drosophila serrata ingår i släktet Drosophila och familjen daggflugor.
Artens utbredningsområde är Australien, Nya Guinea och Julön.